# Stefanía Fernández
Pour les articles homonymes, voir Fernández.
Stefanía Fernández Krupij, née le 4 septembre 1990 à Mérida, est une reine de beauté vénézuélienne, élue Miss Venezuela 2008 et Miss Univers 2009.

## Biographie
Stefanía provient d'une famille espagnole et d'immigrants d'Europe de l'Est, notamment de Russie, Ukraine et Pologne, qui se sont établis au Venezuela durant la vague d'immigration que connut le pays pendant des décennies au siècle passé.
Elle est la plus jeune de trois enfants. Sa mère, Nadia Krupij Holojad est pharmacienne et son père, Carlos Fernández, est entrepreneur dans le bois.
Durant son enfance et son adolescence, elle demeura à Mérida faisant de petites apparitions comme modèle. Ensuite, elle s'intéressa aux concours de beauté et ainsi participa à l'élection de la reine de la Feria Internacional del Sol, en son édition de 2008. De même, elle a participé au concours Miss Táchira 2008, occupant le deuxième place de la compétition.

### Miss Venezuela
Elle fut la représentante de l'État de Trujillo au concours Miss Venezuela 2008,  du 10 septembre 2008, où elle obtint les bandes de Miss Elegancia, Miss Rostro Ebel y Mejor Cuerpo, étant couronnée comme la cinquante-sixième (56e) Miss Venezuela, et de plus, la deuxième Miss Venezuela qui gagne en représentant l'État de Trujillo (la première fut Bárbara Palacios, Miss Venezuela et Miss Univers 1986). Fernández fut couronnée par la reine sortante, Dayana Mendoza, Miss Venezuela 2007 et Miss Univers 2008.

### Miss Univers
Miss Univers, Dayana Mendoza, également du Venezuela, couronne Fernández comme la nouvelle Miss Univers, le 23 août 2009, à Nassau, aux Bahamas, et c'est la première fois dans l'histoire du concours qu'un même pays obtient la couronne deux années de suite. En raison de ce succès dans le concours Miss Univers, Fernandez entre dans le Livre Guinness des records.
Ses prix comprennent de l'argent, un an de contrat pour promouvoir le concours de Miss Univers, des voyages autour du monde, un cours de deux ans à la NY Film Academy, à quoi s'ajoutent 100 000 dollars et un appartement à New-York pour un an, tous frais compris. S. Fernández aura une année de règne à voyager autour du monde pour promouvoir des causes humanitaires et la prévention du VIH/Sida.

## Après Miss Univers
Le 29 mars 2010, la Revue People "Chez l'Espagnol" annonce que le Miss Univers est la nouvelle image internationale de la compagnie de produits de beauté, Avon Products.

## Concours de Beauté

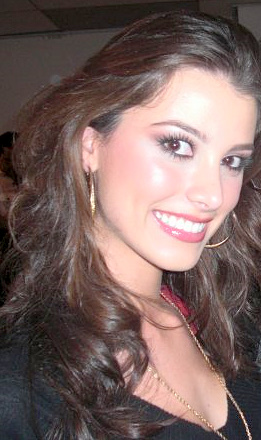
Stefanía à un défilé à Caracas, Venezuela

- Miss Univers (2009)
- Miss Venezuela (2008)
- Miss Trujillo (2008)

## Prix
2009: Livre Guinness des records

## Sources
- (es) Cet article est partiellement ou en totalité issu de l’article de Wikipédia en espagnol intitulé « Stefanía Fernández » (voir la liste des auteurs).